# Barkhausen (Bad Essen)
Barkhausen ist ein Ortsteil der Gemeinde Bad Essen im niedersächsischen Landkreis Osnabrück.

## Geographie
Barkhausen liegt 6 km südöstlich vom Kernbereich Bad Essens. Der Ort befindet sich am Wittekindsweg, der durch das Wiehengebirge führt. Durch Barkhausen fließt die 189 km lange Hunte.

## Geschichte
Barkhausen war eine selbständige Gemeinde im Landkreis Wittlage. Im Zuge der Gebietsreform in Niedersachsen, die am 1. Juli 1972 stattfand, wurde die Gemeinde Barkhausen in die Gemeinde Bad Essen eingemeindet. Zeitgleich wurde der Landkreis Wittlage aufgelöst und in den Landkreis Osnabrück eingegliedert.
Einwohnerentwicklung
| Jahr      | 1885  | 1910  | 1925  | 1933  | 1939  | 1950  | 1956  | 1961  | 1970        | 1981  | 2019  |
| --------- | ----- | ----- | ----- | ----- | ----- | ----- | ----- | ----- | ----------- | ----- | ----- |
| Einwohner | 308   | 334   | 267   | 264   | 273   | 432   | 357   | 344 ¹ | 385 ²       | 385   | 393   |
| Quelle    | [ 4 ] | [ 5 ] | [ 4 ] | [ 4 ] | [ 4 ] | [ 1 ] | [ 1 ] | [ 3 ] | [ 3 ] [ 6 ] | [ 2 ] | [ 2 ] |

¹ Volkszählungsergebnis vom 6. Juni

² Volkszählungsergebnis vom 27. Mai
|  |

## Religion
Die Kirchengemeinde Barkhausen-Rabber gehört zum Kirchspiel Barkhausen und dieses zum Kirchenkreis Melle.

## Politik

### Gemeinderat und Bürgermeister
Auf kommunaler Ebene wird der Ort Barkhausen vom Gemeinderat aus Bad Essen vertreten.

### Ortsvorsteher
Der Ortsvorsteher von Barkhausen ist Uwe Schnittker (CDU). Die Amtszeit läuft von 2016 bis 2021.

## Kultur und Sehenswürdigkeiten
- Katharinenkirche (Barkhausen)
- Dinosaurierfährten von Barkhausen

## Persönlichkeiten

### Söhne und Töchter des Ortes
- Waltraut Nicolas (1897–1962), Schriftstellerin
- Günter Knefelkamp (1927–2017), Politiker und Landtagsabgeordneter (CDU)

### Personen, die mit dem Ort in Verbindung stehen
- Max Ballerstedt (1857–1945), Lehrer am Gymnasium Adolfinum in Bückeburg, er widmete sein Leben der Paläontologie und galt als Spezialist für Dinosaurierfährten, die im Jahre 1921 in Barkhausen gefunden wurden
- Waldemar Becké (1878–1947), Stadtdirektor und Oberbürgermeister von Bremerhaven, er engagierte sich u. a. für das Schullandheim in Barkhausen